# Barnegat Township
Pour les articles homonymes, voir Barnegat.
Barnegat Township est une municipalité américaine située dans le comté d'Ocean au New Jersey.
Lors du recensement de 2010, sa population est de 20 936 habitants. La municipalité s'étend sur 40,78 milles carrés (105,62 km2), dont 6,41 milles carrés (16,6 km2) d'étendues d'eau.
La municipalité est créée en mars 1846 sous le nom d'Union Township, à partir des townships de Dover et Stafford alors dans le comté de Monmouth. Elle rejoint le comté d'Ocean quatre ans plus tard. Elle adopte le nom de Barnegat le 1er janvier 1977. Le mot Barnegat, notamment porté par la baie de Barnegat, signifie « bras de mer des brisants » en néerlandais.